# Martinsville Sanitarium

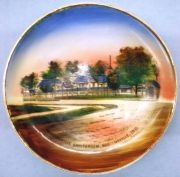
Ein in Deutschland (zwischen 1900 und 1920) gefertigter Porzellanteller mit einem Martinsville Sanitarium Muster, ausgestellt im Indiana State Museum

Das Martinsville Sanitarium ist ein ehemaliges historisches Sanatorium beziehungsweise ein ehemaliges Hotel (Martinsville Mineral Springs Hotel) in Martinsville, im Morgan County, im US-Bundesstaat Indiana, in den Vereinigten Staaten. Das Gebäude befindet sich auf 239 der West Harrison Street.
Die Gegend in und um Martinsville war international fast ein ganzes Jahrhundert als Kurort (Spa) bekannt. Körperlich und geistig angeschlagene Patienten aus der ganzen Welt suchten hier heilbringende Kurkliniken oder Kurbäder auf, die sich im Laufe der Zeit mehr und mehr hier ansiedelten, unter anderem weil sich in dieser Umgebung viele artesische Wasserquellen befinden.
Anfang der 1880er Jahre suchte ein breites Publikum aus allen sozialen Schichten diesen Kurort auf, darunter hauptsächlich Geschäftsleute aus dem Osten der USA, Richter, Rechtsanwälte und Politiker. Die Spitzenjahre des Martinsville Sanitarium lagen zwischen 1890 und 1930. Das Sanatorium schloss seine Pforten 1971.
Das heutige Gebäude wurde zwischen 1925 und 1926 errichtet, nachdem das Kurgelände ausgebaut und renoviert wurde. Das Sanatorium war als solches als eines der letzten bis 1957 in Betrieb und wurde anschließend als Hotel beziehungsweise als Altenheim umfunktioniert. Zwischen 1967 und 1982 wurden ⅔ der Anlage abgerissen, und an gleicher Stelle wurden Appartementkomplexe errichtet.
Laut National Register of Historic Places hatte das Sanatorium von 1925 bis 1949 und von 1950 bis 1974 eine besondere Signifikanz. Die Architektur ist im Tudor Revival gehalten. Das Fundament besteht aus Backstein, die Mauern sind mit Asphalt verarbeitet und das Dach aus diversen synthetischen Stoffen. Architekten waren C.F. Duncan und Wilson B. Parker.
Das Martinsville Sanitarium wurde am 6. Dezember 2005 mit der Nummer 05001368 in das National Register of Historic Places aufgenommen.